# بروديفاكوم
بروديفاكوم هو سم مضاد لتخثر الدم يحتوي على 4 هيدروكسي كومارين يحتوي على فيتامين ك. في السنوات الأخيرة، أصبح أحد أكثر مبيدات الآفات استخدامًا في العالم. يستخدم عادة كمبيد للقوارض، ولكنه يستخدم أيضًا للسيطرة على الآفات الكبيرة مثل بوسوم.
يتمتع بروديفاكوم بعمر نصفي طويل بشكل خاص في الجسم، والذي يصل إلى تسعة أشهر، مما يتطلب علاجًا مطولًا بفيتامين K المضاد للتسمم لكل من حالات التسمم البشرية والحيوانات الأليفة. لديها واحدة من أعلى مخاطر التسمم الثانوي لكل من الثدييات والطيور. تم اكتساب خبرة كبيرة في حالات التسمم بالبروديفاكوم في العديد من الحالات البشرية حيث تم استخدامه في محاولات الانتحار، مما استلزم فترات طويلة من العلاج بفيتامين ك. في مارس 2018، تم الإبلاغ عن حالات تجلط الدم الشديد والنزيف المرتبط باستخدام القنب الصناعي الملوث بالبروديفاكوم في خمس ولايات بالولايات المتحدة.
بروديفاكوم مشتق من مجموعة 4-هيدروكسي-كومارين. المركب 1 هو الإستر البادئ اللازم لتركيب البروديفاكوم. للحصول على مركب البدء هذا، يتم تحقيق تكثيف Wittig البسيط لإيثيل كلورو أسيتات مع 4'-برومو بيفينيل كاربوكسالديهايد. يتم تحويل المركب 1 إلى 2 عن طريق التحلل المائي المتتالي، والهالوجين لتكوين كلوريد حمض، ثم يتفاعل مع أنيون الليثيوم المطلوب. يتم ذلك باستخدام KOH و EtOH للتحلل المائي، ثم إضافة SOCl 2 للكلورة لتكوين كلوريد الحمض الذي يتفاعل مع إضافة أنيون الليثيوم. ثم يتم تحويل المركب 2 باستخدام كيمياء النحاس العضوي لينتج المركب 3 مع انتقائية فراغية جيدة تبلغ حوالي 98٪. عادةً ما يتم استخدام cyclization من نوع Friedel-Crafts للحصول على جزء النظام ذي الحلقتين من المركب 4، ولكن ينتج عن ذلك عائد منخفض. وبدلاً من ذلك، فإن حمض ثلاثي فلورو الميثان سلفونيك الموجود في البنزين الجاف يحفز التدوير مع عائد جيد. ثم يتم تقليل الكيتون باستخدام بوروهيدريد الصوديوم لإنتاج كحول بنزيل. ينتج عن التكثيف باستخدام 4-هيدروكسي كومارين تحت حمض الهيدروكلوريك المركب 5، بروديفاكوم.

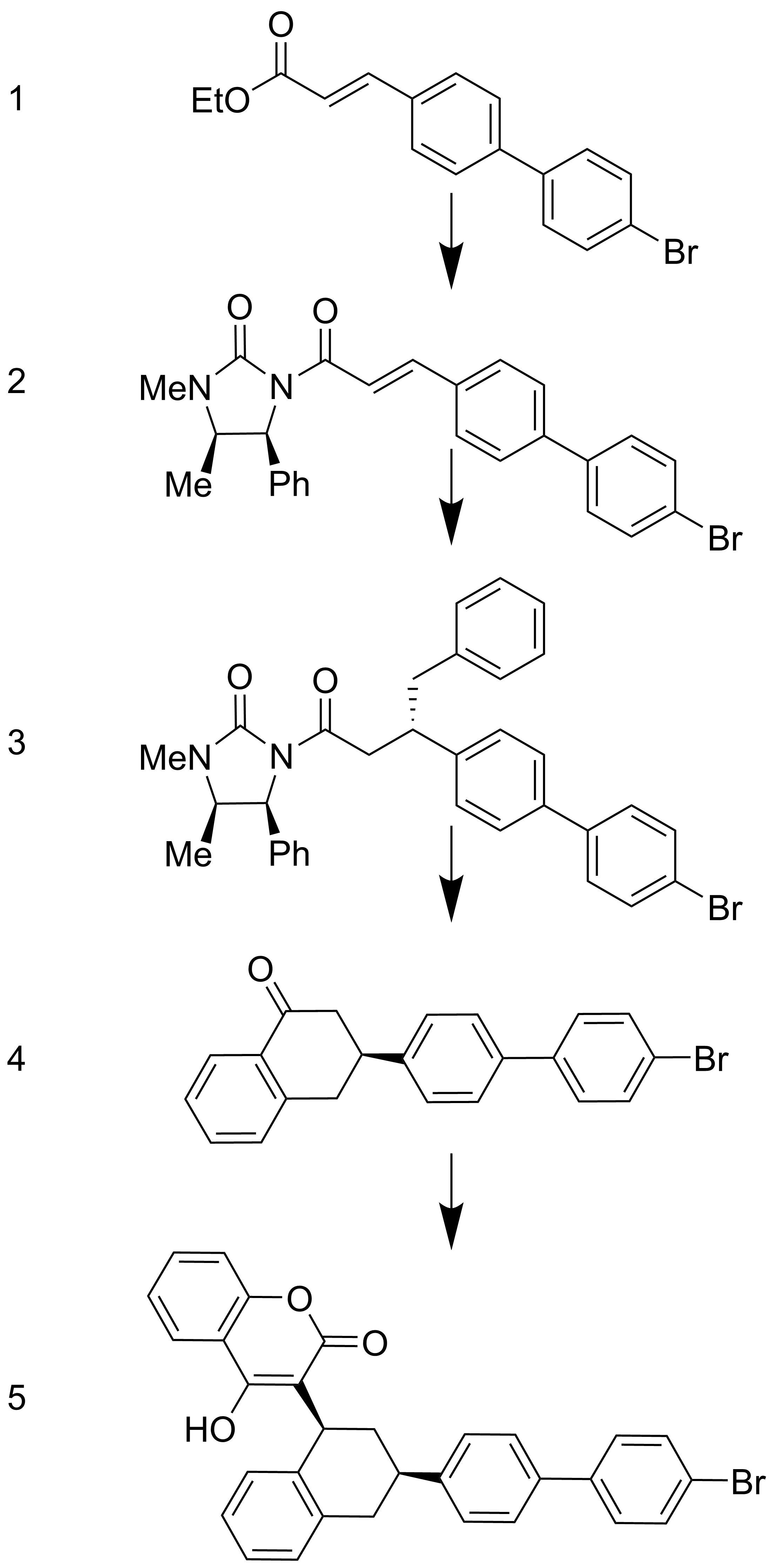
تكوين نوعي ستريوسيفيك لبروديفاكوم باستخدام مركب نحاس عضوي غير متماثل.

## علم السموم
بروديفاكوم هو مضاد لتخثر الدم 4-هيدروكسي كومارين، له طريقة عمل مماثلة لأسلافه التاريخيين dicoumarol وwarfarin. ومع ذلك، نظرًا للفعالية العالية جدًا وطول مدة المفعول ( نصف عمر الإطراح 20-130 يومًا)، فإنه يوصف بأنه مضاد للتخثر من «الجيل الثاني» أو «سوبر وارفارين».
يثبط بروديفاكوم إنزيم اختزال إيبوكسيد فيتامين ك، وهو ضروري لإعادة تكوين فيتامين ك في دورته من فيتامين ك إيبوكسيد، لذلك يقلل بروديفاكوم بشكل مطرد من مستوى فيتامين ك النشط في الدم. فيتامين ك ضروري لتخليق المواد الهامة بما في ذلك البروثرومبين، الذي يشارك في تخثر الدم. يصبح هذا الاضطراب شديدًا بشكل متزايد حتى يفقد الدم أي قدرة على التجلط بشكل فعال.
بالإضافة إلى ذلك، يزيد البروديفاكوم (كما هو الحال مع مضادات التخثر الأخرى في الجرعات السامة) من نفاذية الشعيرات الدموية ؛ تبدأ بلازما الدم والدم نفسه بالتسرب من أصغر الأوعية الدموية. يعاني الحيوان المسموم من نزيف داخلي يزداد سوءًا، مما يؤدي إلى الصدمة وفقدان الوعي والموت في نهاية المطاف. 
يعتبر بروديفاكوم مميتًا للغاية للثدييات والطيور وقاتل للغاية للأسماك. إنه سم تراكمي للغاية، بسبب ارتفاع درجة حبه للدهون وإزالته البطيئة للغاية.[بحاجة لمصدر]
| * الجرذان (عن طريق الفم)                  | 0.27 ملغم / كغم من وزن الجسم                                                                  |
| * الفئران (عن طريق الفم)                  | 0.40 ملغم / كغم من وزن الجسم                                                                  |
| * أرانب (شفهي)                            | 0.30 ملغم / كغم من وزن الجسم                                                                  |
| * خنازير غينيا (عن طريق الفم)             | 0.28 ملغم / كغم من وزن الجسم                                                                  |
| * السناجب (عن طريق الفم)                  | 0.13 ملغم / كغم من وزن الجسم                                                                  |
| * القطط (عن طريق الفم)                    | 0.25 ملغم / كغم من وزن الجسم - 25 ملغم / كغم من وزن الجسم                                     |
| * كلاب (شفهي)                             | 0.25 - 3.6 ملغم / كغم من وزن الجسم                                                            |
| * طيور                                    | تختلف قيم LD 50 لمختلف الطيور من حوالي 1 ملغم / كغم من وزن الجسم - 20 ملغم / كغم من وزن الجسم |
| * الأسماك - LC 50 للأسماك:                |                                                                                               |
| ** سمك السلمون المرقط (تعرض لمدة 96 ساعة) | 0.04 جزء في المليون                                                                           |

## ماركات

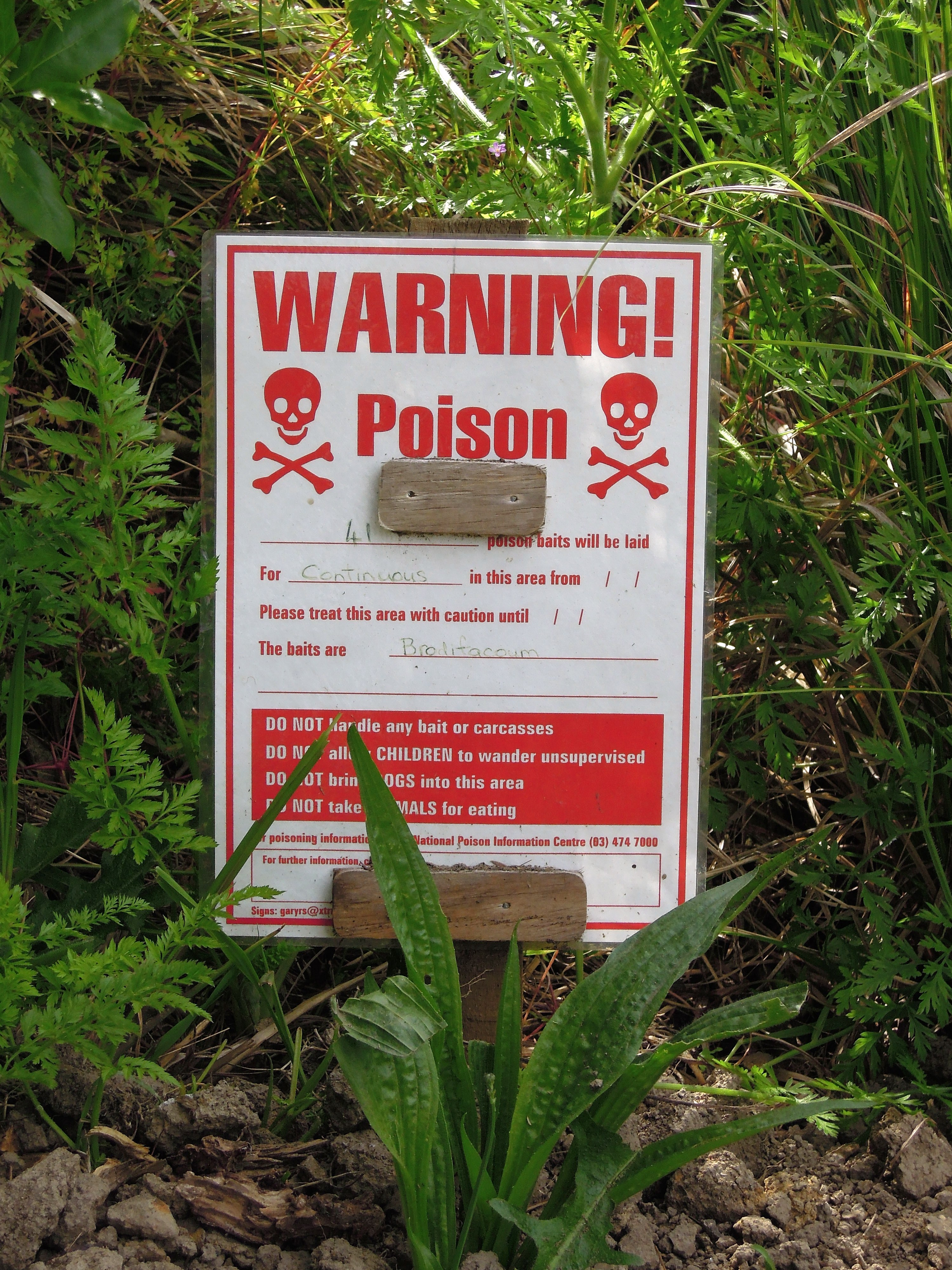
ملاحظة حول زرع طُعم بروديفاكوم في نيوزيلندا

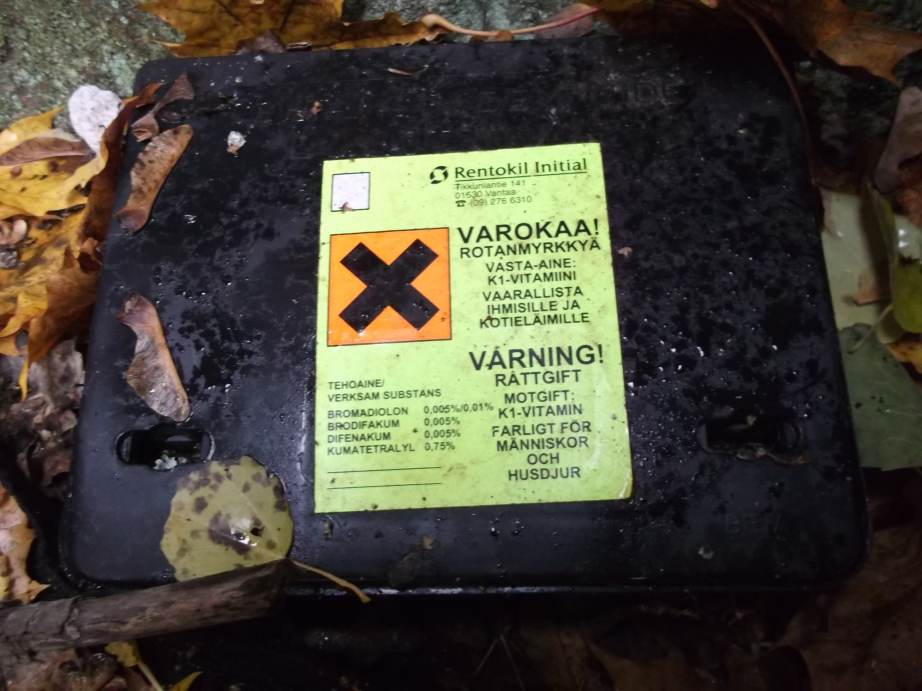
يحتوي Baitbox على بروديفاكوم في فنلندا

يتم تسويق بروديفاكوم تحت العديد من الأسماء التجارية، بما في ذلك Arakus (Advansia) و Biosnap و d-CON و Finale و Fologorat و Havoc و Jaguar و Klerat و Matikus و Mouser و Pestoff و Rakan و Ratak + و Rataquill Colombia و Ratshot Red و Rattex و Rodend و رودنتور، راتساك، تالون، فولاك، فيرتوكس، وفوليد. 
الترياق الأساسي للتسمم بالبروديفاكوم هو التناول الفوري لفيتامين ك 1 (جرعة للإنسان: الحقن الوريدي البطيء في البداية من 10-25 كرر ملغ في 3-6 ساعات حتى تطبيع زمن البروثرومبين. ثم 10 ملغ شفويا أربع مرات يوميا «كجرعة صيانة»). إنه ترياق فعال للغاية، بشرط أن يتم اكتشاف التسمم قبل حدوث نزيف مفرط. نظرًا لأن الجرعات العالية من بروديفاكوم يمكن أن تؤثر على الجسم لعدة أشهر، يجب إعطاء الترياق بانتظام لفترة طويلة (عدة أشهر، بما يتماشى مع عمر النصف للمادة) مع المراقبة المتكررة لزمن البروثرومبين.
إذا كان السم غير الممتص لا يزال في الجهاز الهضمي، فقد تكون هناك حاجة إلى غسل المعدة متبوعًا بإعطاء الفحم المنشط.
تشمل العلاجات الأخرى التي يجب أخذها في الاعتبار ضخ الدم أو البلازما لمواجهة صدمة نقص حجم الدم، وفي الحالات الشديدة، يتم تسريب تركيز عامل تخثر الدم.

### تقارير حالة
تم الإبلاغ عن حالات التسمم بالبروديفاكوم في الأدبيات الطبية البشرية.
في أحد التقارير، استهلكت امرأة عمدا أكثر من 1.5 كجم (3 رطل) من طُعم الفئران، تشكل حوالي 75 mg بروديفاكوم، ولكنه يتعافى تمامًا بعد تلقي العلاج الطبي التقليدي.
في حالة أخرى تم الإبلاغ عنها في عام 2013، أبلغت مريضة تبلغ من العمر 48 عامًا عن 4 أيام من ضيق التنفس الخفيف والسعال الجاف وآلام الحفريات المأبضية الثنائية وآلام البطن العلوية المنتشرة. ليس لديها تاريخ من أمراض الكبد أو الكحول أو تعاطي المخدرات. كان الفحص البدني الأولي ملحوظًا فقط في الملتحمة الشاحبة الخفيفة وألم البطن الخفيف والألم في الحفرة المأبضية اليسرى. كان تعداد الدم الكامل واللوحة الأيضية الكاملة طبيعيين. كان زمن البروثرومبين (PT) أعلى من 100 ثانية، وكان زمن الثرومبوبلاستين الجزئي (PTT) أعلى من 200 ثانية وتم الإبلاغ عن النسبة الطبيعية الدولية (INR) أعلى من 12.0. كشف تحليل البول عن بيلة دموية (دم في البول). أظهرت الموجات فوق الصوتية الدوبلرية الوريدية للأطراف السفلية تجلط الوريد المأبضي الأيسر. أظهر الفحص بالتصوير المقطعي للبطن وجود ورم دموي عبر الجافية، وكان اختبار الدم الخفي في البراز إيجابيًا. أظهرت دراسة كاملة لمضادات التخثر انخفاضًا حرجًا في العوامل التي تعتمد على فيتامين K II و VII و IX و X. تم تصحيح PT و PTT بدراسات الخلط التي تثبت أن نقص العامل هو سبب اعتلال التخثر. كانت الدراسات المضادة لتخثر الذئبة سلبية. تم الاشتباه في سمية Superwarfarin وتأكيدها باستخدام لوحة سامة مضادة للتخثر إيجابية للبروديفاكوم. تم إدخال المريض إلى المستشفى وعلاجه بنجاح بالبلازما الطازجة المجمدة، الراسب القري، وفيتامين ك. في الختام، يجب أن يثير الخثار الوريدي المتناقض والنزيف الشكوك حول سمية سوبر وارفارين في الإعداد السريري المناسب. العرض المصاحب للتخثر والنزيف مع PT و PTT غير الطبيعي بشكل ملحوظ يجب أن يثير الشك في التسمم بالبروديفاكوم.
وفي تقرير آخر، قدم صبي يبلغ من العمر 17 عامًا إلى المستشفى مصابًا باضطراب نزيف حاد. وجد أنه كان يدخن بشكل معتاد خليطًا من البروديفاكوم والماريجوانا. على الرغم من العلاج بفيتامين ك، استمر اضطراب النزيف لعدة أشهر. تعافى في النهاية.
في عام 2015، ادعى 19 نزيلا في سجن جزيرة ريكرز بمدينة نيويورك أنهم تعرضوا للتسمم بالمواد الكيماوية. لاحظ النزلاء «ما بدا أنه كريات زرقاء وخضراء في رغيف اللحم» كانوا يأكلونها في 3 مارس، وشعروا بالمرض بعد ذلك. تم تحليل عينة واختبارها إيجابية ل بروديفاكوم. ذكرت إدارة التصحيح في مدينة نيويورك أنها تحقق في الحادث.
طالبة جامعية تبلغ من العمر 20 عامًا تعاني من آلام في البطن ودم في البول. تم اختبارها من أجل الوارفارين، وهو مضاد شائع للتخثر يستخدم أيضًا في بعض مبيدات القوارض، مما أدى إلى نتيجة سلبية. تم إعطاء فيتامين ك والبلازما الطازجة لعلاج الأعراض. بعد ثلاثة أسابيع، عادت مع نزيف في ربلة ساقها، وتم اختبارها لاحقًا بحثًا عن مواد كيميائية سوبر وارفارين. أظهر الاختبار أن بروديفاكوم كان في مجرى دمها. واعترفت لاحقًا بتناولها سبع علب من مبيدات القوارض.
تم إدخال رجل أعمال يبلغ من العمر 48 عامًا يعاني من نزيف حاد في الأنف ومعايير تخثر غير طبيعية. تم إعطاء العلاج القياسي بفيتامين K والبلازما الطازجة لوقف نزيف الأنف. بعد أسبوعين، ظهر مرة أخرى مع نزيف في ربلة الساق. كانت الجرعات المستمرة من فيتامين K ضرورية لمواجهة البروديفاكوم. ونفى أنه أخذ أيًا من بروديفاكوم الموجود في منزله داخل عبوات Contrac.
اعتبارًا من 26 نوفمبر 2018، تم الإبلاغ عن ثماني حالات وفاة على الأقل و 320 حالة من حالات اعتلال التخثر الشديد والنزيف المرتبط باستخدام القنب الصناعي في إلينوي، ويسكونسن، وماريلاند، وميسوري، وفلوريدا، ونورث كارولينا، وإنديانا، وبنسلفانيا، وكنتاكي، وفيرجينيا، و فرجينيا الغربية. وقعت الحالة الأولى في ولاية إلينوي في 7 مارس 2018. يشتبه في وجود بروديفاكوم في هذه المنتجات في ولاية إلينوي. أثبتت المنتجات المسماة Matrix and Blue Giant من متجر صغير في شيكاغو أنها إيجابية بالنسبة لـ بروديفاكوم و AMB-FUBINACA (FUB-AMB).